# Джон Пендрі
Сер Джон Пендрі (англ. John Brian Pendry; народ. 4 липня 1943 р., Манчестер) — англійський фізик-теоретик, відомий своїми роботами з оптики і фотоніки, зокрема щодо метаматеріалів з від'ємним значенням показника заломлення.

## Нагороди
- Медаль і премія Дірака від Інститута фізики (1996)[5]
- Appleton Lecture (2003)[6]
- Бейкеровська лекція (2005)
- Премія Декарта (2005)
- Королівська медаль (2006)[7]
- Кельвіновська лекція (2009)
- Міжнародна золота медаль Нільса Бора (2010)[8]
- Премія Уілліса Лемба (2010)
- Шредингерівська лекція (Імперський коледж Лондона) (2012)
- Приз Юліуса Шпрінгера з прикладної фізики (2013)
- Медаль Ісаака Ньютона від Інститута фізики (2013)[9]
- Премія Джеймса Макгруді (2013)
- Премія Кавлі (2014)[10]
- Премія в галузі квантової електроніки і оптики (2015)
- Премія Дена Девіда (2016)

Крім того, з 2013 р. є іноземним членом Національної академії наук США (2013).